# Ujan Mas (Pengandonan)
Ujan Mas is een bestuurslaag in het regentschap Ogan Komering Ulu van de provincie Zuid-Sumatra, Indonesië. Ujan Mas telt 1698 inwoners (volkstelling 2010).